# Ett segelfartyg sover i hamnen

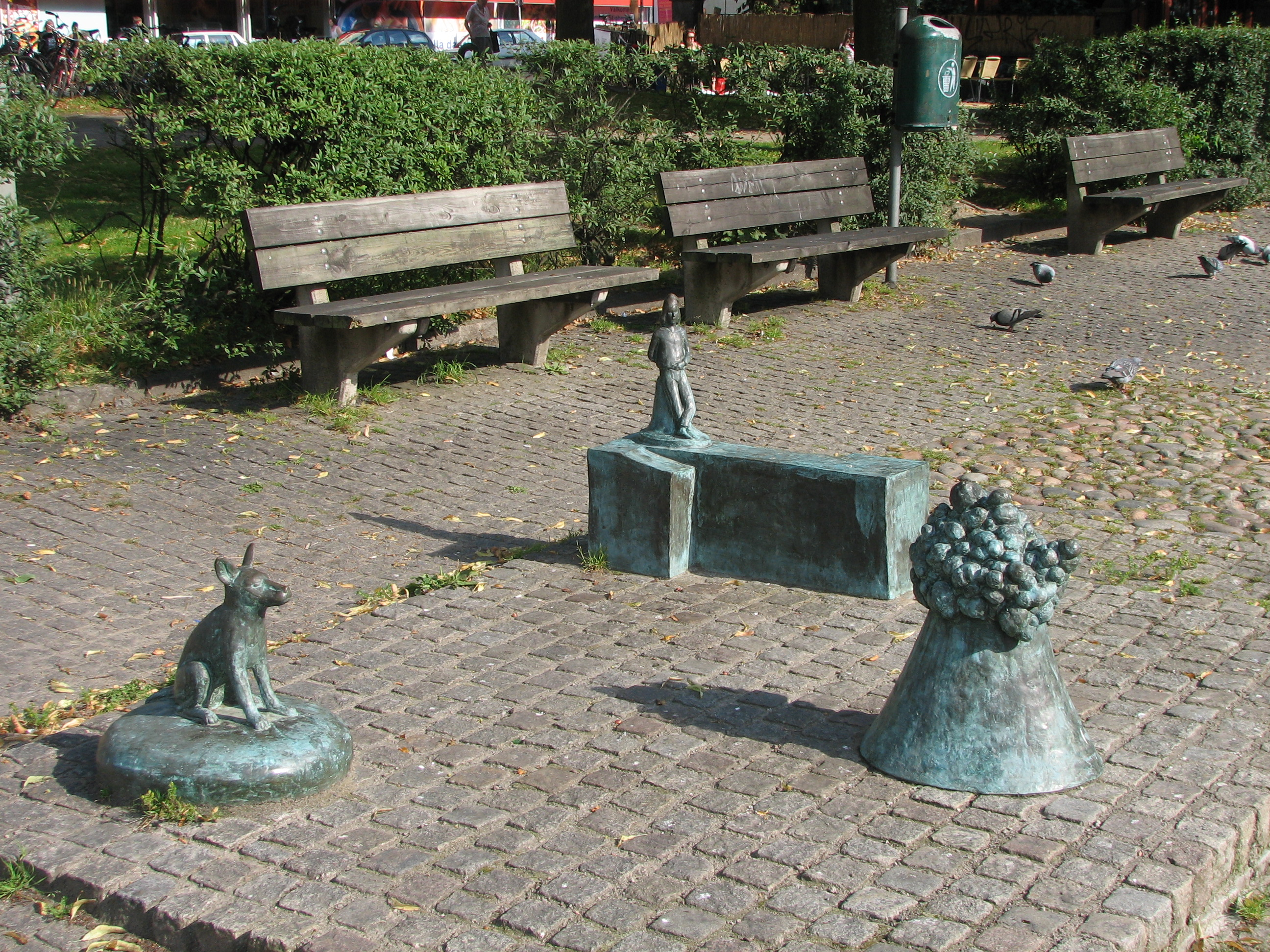
Ett segelfartyg sover i hamnen.

Ett segelfartyg sover i hamnen är en skulpturgrupp i brons av Bianca Maria Barmen som finns på Stigbergstorget i Göteborg. De tre skulpturerna föreställer en skeppshund på en livflotte, en sjömansgosse formad efter en porslinsfigur och en rykande vulkan.